# Lancaster (Karolina Południowa)
Lancaster – miasto w Stanach Zjednoczonych, w stanie Karolina Południowa, siedziba administracyjna hrabstwa Lancaster.